# Karl Hüser
Karl Hüser (* 24. September 1930 in Emsdetten) ist ein deutscher Historiker, Lehrer und Autor.

## Leben
Nach dem Abitur 1951 studierte er in an der Westfälischen Wilhelms-Universität in Münster Geschichte und Klassische Philologie und wurde aktives Mitglied des Katholischen Studentenvereins Ravensberg im Kartellverband katholischer deutscher Studentenvereine. Ab 1959, während des Referendariats und einige Jahre als Studienrat, arbeitete er am Gymnasium Dionysianum in Rheine. 1963 wechselte er an das Johann-Conrad-Schlaun-Gymnasium in Münster und wurde Oberstudienrat. Von 1961 bis 1964 gehörte er als Vertreter der CDU der Landschaftsversammlung Westfalen-Lippe (Kreis Steinfurt) an.
Nach einigen Jahren als Gymnasiallehrer wandte er sich der Lehrerausbildung zu, war ab 1969 Oberstudienrat im Hochschuldienst an der PH Aachen und wurde 1973 Universitätsprofessor für Didaktik der Geschichte und westfälische Landesgeschichte an der Gesamthochschule, heute Universität Paderborn in Paderborn. Überregionale Anerkennung erlangte er durch die Dokumentation Wewelsburg 1933–1945 – Kult- und Terrorstätte der SS. Seit der Emeritierung 1995 arbeitet er als Buchautor an lokalgeschichtlichen Themen.

## Schriften (Auswahl)
- Franz von Löher (1818–1892). Band 13 der Reihe Studien und Quellen zur Westfälischen Geschichte. Paderborn 1973, ISBN 3-87088-284-0 (Biografie des Paderborner „Revolutionärs“ der 1848er Revolution; eine höchst spannende Geschichte des Paderborner Fleischersohnes, dessen Wahl zum Paderborner Bürgermeister durch die preußische Regierung nicht akzeptiert wurde).
- Mit Gott für unser Recht. Beitrag zur Geschichte der Gewerkschaftsbewegung im Münsterland. 75 Jahre Gewerkschaft Textil-Bekleidung. Verwaltungsstelle Emsdetten-Borghorst. Emsdetten 1978.
- Wewelsburg 1933–1945. Kult- und Terrorstätte der SS. Bonifatius-Druckerei, Paderborn 1982, ISBN 3-87088-305-7.
- zusammen mit Willi Beckers und Ferdinand Küpper: Politische Bildung in Deutschland im zwanzigsten Jahrhundert. Bedingungen und Elemente ausgewählter Konzeptionen. Neuwied/Darmstadt 1976, ISBN 3-472-55512-2.
- zusammen mit Wulff E. Brebeck: Wewelsburg  1933–1945. Kult- und Terrorstätte der SS. Bonifatius-Druckerei, Paderborn 1999, ISBN 978-3-87088-534-2.
- »Unschuldig« in britischer Lagerhaft? Das Internierungslager Nr. 5 Staumühle 1945–1948. Paderborner Historische Forschungen 10, ISBN 3-89498-076-1.
- Das Stammlager 326 (VI K) Senne, 1941–1945. Sowjetische Kriegsgefangene als Opfer des Nationalsozialistischen Weltanschauungskrieges. Paderborn 1992, ISBN 3-927085-50-2.
- zusammen mit Jörg Jarnut und Frank Göttmann: Paderborn. Geschichte der Stadt in ihrer Region. Drei Bände. Paderborn 1999, ISBN 3-506-75690-7.
- Paderborn, Geschichte in Bildern, Dokumenten, Zeugnissen. Von der Weimarer Republik ins Dritte Reich oder Eine Zentrumshochburg wird gleichgeschaltet. Paderborn, ISBN 3-87387-221-8.
- Zwischen Kreuz und Hakenkreuz. Das Amt Kirchborchen und seine Gemeinden im »Dritten Reich« 1933–1945. Paderborn, ISBN 3-89498-039-7.